# Oncidium pongratzianum
Oncidium pongratzianum är en orkidéart som beskrevs av Willibald Königer och José Portilla. Oncidium pongratzianum ingår i släktet Oncidium och familjen orkidéer. Inga underarter finns listade i Catalogue of Life.